# オースティン・パワーズ (架空の人物)
オースティン・パワーズ（Austin Powers）は、オースティン・パワーズシリーズの複数の作品に登場する架空の人物。初登場は『オースティン・パワーズ』（Austin Powers: International Man of Mystery）映画『国際諜報局』でマイケル・ケイン演じるハリー・パーマのパロディキャラクターである。

## 登場作品
- オースティン・パワーズ
- オースティン・パワーズ：デラックス
- オースティン・パワーズ　ゴールドメンバー

## 演じた俳優
- マイク・マイヤーズ（『オースティン・パワーズ』 - 『オースティン・パワーズ：デラックス』 - 『オースティン・パワーズ　ゴールドメンバー』）
- トム・クルーズ（『オースティン・パワーズ　ゴールドメンバー』）

## 関係する人物
- ナイジェル・パワーズ（父）
- Dr.イーブル（宿敵、または兄弟的存在）

## 劇中での活躍

### オースティン・パワーズ
1960年代に宇宙へ逃走し、冷凍睡眠したDr.イーブルの復活に備えるべく、自らも冷凍睡眠し、イーブルの復活に伴って1990年代に復活した。